# ذوق الحبالصة
ذوق الحبالصه هي قرية لبنانية من قرى قضاء عكار في محافظة الشمال. تقع في تجمع للقرى يسمى الهضبات. تمتاز بالطبيعة الخلابة والمناظر الجميلة. 
تقع في المدخل الغربي من محافظة عكار وعلى الهضبة الساحلية من الشرق. تبعد عن بيروت العاصمة حوالي 118 كيلو متر. وتبعد عن الطريق العام الساحلية حوالي 4 كيلومترات. عدد سكانيها 1050 نسمة وأغلبهم من المغتربين في خارج البلاد. 
وتشتهر هذه الضيعة في الزيتون، والزيوت، والصابون، والفحم، وغيرها من الصناعة اليدوية. وتتألف من حارتين الغربية والشرقية. يحدها ذوق الحصنية، وبقرزلا.